# Crocota ricaria
Crocota ricaria là một loài bướm đêm trong họ Geometridae.